# Bundeschampionat
Das Bundeschampionat ist die „Deutsche Meisterschaft“ der Nachwuchspferde und -ponys und steht offen für Pferde der Rassengruppe deutsches Reitpferd sowie für das Deutsche Reitpony (abweichend hiervon das Bundeschampionat des Schweren Warmbluts, siehe weiter unten). Es findet in Warendorf und Moritzburg statt.

## Wettbewerbe
In Warendorf findet der überwiegende Teil der Prüfungen statt. Soweit nur von den Bundeschampionaten gesprochen wird, ist daher im Regelfall die Veranstaltung in Warendorf gemeint, die jeweils am ersten Septemberwochenende stattfindet. Veranstaltungsort hier ist das Gelände des Deutschen Olympiade-Komitees für Reiterei (DOKR).
Das Warendorfer Programm umfasst die Entscheidung um die Bundeschampions:
- der  drei- und vierjährigen Reitpferde und -ponys, unterteilt in die zwei Kategorien:
  - Hengste sowie
  - Stuten und Wallache
- der fünf- und sechsjährigen Dressurpferde und -ponys,
- der fünf- und sechsjährigen Springpferde und -ponys,
- der fünf- und sechsjährigen Vielseitigkeitspferde,
- der Vielseitigkeitsponys (fünf- und sechsjährig, ohne Trennung nach Alter) und
- der vier-, fünf- und sechsjährigen Fahrpferdes (ohne Trennung nach Alter).[1]

In jeder Altersgruppe sowohl bei den Pferden und als auch bei den Ponys werden getrennt die Bundeschampions ermittelt. Die Prüfungen laufen über mehrere Tage und enden mit der Ehrung aller Bundeschampions und -championessen.
Die Bundeschampionate in Warendorf wurden bis 2010 von der Escon Marketing GmbH veranstaltet. Die Deutsche Reiterliche Vereinigung vergab die Durchführung der Veranstaltung ab dem Jahr 2011 an En Garde Marketing. Seit dem Jahr 2011 hat die Warendorfer Veranstaltung zudem einen Titelsponsor und wird als DKB-Bundeschampionate vermarktet.
Der zweite Veranstaltungsort der Bundeschampionate ist das sächsische Moritzburg. Auf der Anlage des Landgestütes Moritzburg wird das Bundeschampionat des Schweren Warmbluts (Fahrpferde) ausgetragen, zu dem vier- und fünfjährige Pferde der Rassen (Sächsisch-Thüringisches) Schweres Warmblut, Altoldenburger/Ostfriesen und Altwürttemberger mit deutschem Abstammungsnachweis zugelassen sind. Zudem wurde von 2002 bis 2008 hier auch das Bundeschampionat des Deutschen Fahrponys ausgetragen. Die Veranstaltung findet Ende August eines jeden Jahres statt.

## Geschichte und Austragungsorte
Dieser Wettbewerb findet seit 1976 an wechselnden Standorten statt. 1994 kamen die Bundeschampionate nach Warendorf und werden fortwährend an diesem Ort veranstaltet. Im Jahr 2002 wurde das Bundeschampionat des Schweren Warmbluts, bislang eine Teilprüfung der Bundeschampionate in Warendorf, nach Moritzburg ausgelagert.
Ein Jahr später wurde in Warendorf erstmals des Bundeschampionat des Deutschen Fahrponys (vier- und fünfjährige Ponys) ausgetragen. Im Jahr 2004 wurde es ebenfalls nach Moritzburg verlagert. Im Jahr 2009 wurde der letztgenannte Wettbewerb für Fahrponys anderer Rassen geöffnet und findet seit dem unter dem Titel „Moritzburger Fahrponychampionat“ statt. Der Anspruch der Qualifikationskriterien hat sich mit dieser Umbenennung jedoch nicht geändert.
Das erste Mal in der Geschichte der Bundeschampionate stellte 2006 ein Teilnehmer den Bundeschampion in zwei Disziplinen. Der 6-jährige Ponyhengst Voyager 2 wurde Bundeschampion der Vielseitigkeitsponys und der 6-jährigen Dressurponys.
Ebenfalls ein Novum stellte der Hannoveraner Hengst Lissaro van de Helle mit seiner Reiterin Claudia Rüscher auf: Dieser gewann in den Jahren 2008 bis 2010 die Titel als Bundeschampion der dreijährigen Reitpferde, Bundeschampion der vierjährigen Reitpferde und Bundeschampion der fünfjährigen Dressurpferde.
Im Jahr 2011 kommt es zu einer Programmerweiterung: Aufgrund von bisher geringen Starterfeldern (2010 nur zehn Starter) können beim Bundeschampionat der Fahrpferde, welches ohne Trennung nach Alter durchgeführt wird, nun auch sechsjährige Pferde eingesetzt werden.
Seit 2013 existiert auch eine Wertung für 7-jährige Springpferde. Diese wird jedoch nicht unter dem Begriff Bundeschampionat geführt, sondern trägt den Namen Warendorfer Youngster-Championat. Voraussetzung für die Teilnahme ist, dass das Pferd bereits in S*-Springen platziert ist und dass der Reiter des Pferdes ein 5- oder 6-jähriges Pferd für die Finalprüfung qualifiziert hat.

## Bundeschampions Reitpferde/-ponys
Dreijährige Reitponys (Stuten/Wallache)
- 2007: C-Dur 2 (* 2004), Deutsche Reitpony Falbstute, Vater: FS Champion de Luxe, Muttervater: Domingo[9]
- 2008: Championess 9 (* 2005), Deutsche Reitpony Dunkelfuchsstute, Vater: FS Champion de Luxe, Muttervater: Dornik B[10]
- 2009: Desert Rose 13 (* 2006), Deutsche Reitpony Fuchs Stute, Vater: FS Don’t Worry, Muttervater: FS Cocky Dundee[11]
- 2010: Mac Devinja (* 2007), Deutsche Reitpony Fuchs Stute, Vater: FS Don’t Worry, Muttervater: Dornik B[12]
- 2011: Golden Daydream FH (* 2008), Deutsche Reitpony Isabellstute, Vater: HET Golden Dream, Muttervater: FS Golden Moonlight[13]
- 2012: Don Henley 4 (* 2009), Deutscher Reitpony Braunfalbwallach, Vater: FS Don’t Worry, Muttervater: Notre Beau[14]
- 2013: Carleo Go WE (* 2010), brauner Deutscher Reitpony Wallach, Vater: Constantin, Muttervater: Weltmeyer[15]
- 2014: Tropensonne (* 2011), Deutsche Reitpony Fuchs Stute, Vater: Totilas M, Muttervater: Top Non Stop II[16]
- 2015: Damenwahl K WE (* 2012), Deutsche Reitpony Isabell Stute, Vater: Dimension AT, Muttervater: FS Champion de Luxe[17]
- 2016: Camino Royal (* 2013), Deutscher Reitpony Fuchs Wallach, Vater: FS Cracker Jack, Muttervater: Courage[18]
- 2017: New Magic 4 (* 2014), Deutsche Reitpny Fuchs Stute, Vater: FS Numero Uno, Muttervater: Voyager[19]
- 2018: HBS Golden Mylight NRW (* 2015), Deutsche Reitpony Falbstute, Vater: Golden West NRW, Muttervater: Bavarottie[20]
- 2019: Glückskeks 7 (* 2016), Deutscher Reitpony Isabell Wallach, Vater: Golden West NRW, Muttervater: FS Champion de Luxe

Dreijährige Reitponys (Hengste)
- 2007: Noir de Luxe (* 2004), schwarzbrauner Deutscher Reitpony Hengst, Vater: Heidbergs Nancho Nova, Muttervater: Valido[21]
- 2008: Casino Royale K WE (* 2005), Deutscher Reitpony Falbhengst, Vater: FS Champion de Luxe, Muttervater: Top Nonstop[22]
- 2009: NK Cyrill (* 2006), Deutscher Reitpony Isabell Hengst, Vater: FS Champion de Luxe, Muttervater: Power Man[23]
- 2010: Dancing Dynamic (* 2007), Deutscher Reitpony Dunkelbraunschimmel Hengst, Vater: FS Dior de Luxe, Muttervater: Varello[24]
- 2011: Caramel FH (* 2008), Deutscher Reitpony Falbhengst, Vater: Cyriac WE, Muttervater: Golden Dasher[25]
- 2012: Golden State 2 (* 2009), Deutscher Reitpony Isabell Hengst, Vater: FS Golden Moonlight, Muttervater: Donchester[26]
- 2013: Cosmopolitan D (* 2010), brauner Deutscher Reitpony Hengst, Vater: FS Champion de Luxe, Muttervater: Marsvogel xx[27]
- 2014: Golden West NRW (* 2011), Deutscher Reitpony Weißisabell Hengst, Vater: HET Golden Dream, Muttervater: FS Golden Moonlight[28]
- 2015: Movie Star 26 (* 2012), Deutscher Reitpony Isabell Hengst, Vater: FS Mr. Right, Muttervater: Lancer II[29]
- 2016: Double Diamond AK (* 2013), Deutscher Reitpony Fuchshengst, Vater: Dreidimensional AT, Muttervater: FS Don’t Worry[30]
- 2017: Cosmo Royale (* 2014), Deutscher Reitpony Dunkelfuchshengst, Vater: Cosmopolitan D, Muttervater Casino Royale K[31]
- 2018: Cosmo callidus NRW (* 2015), brauner Deutscher Reitpony Hengst, Vater: Cosmopolitan D, Muttervater: Cyriac WE[32]
- 2019: D-Gold AT (* 2016), deutscher Reitpony Isabell Hengst, Vater: Dreidimensional AT, Muttervater: Dimension AT

Vierjährige Reitponys (Stuten/Wallache)
- 2007: Cara Mia 58 (* 2003), Deutsche Reitpony Falbstute, Vater: FS Champion de Luxe, Muttervater: Nalet Stern ox[33]
- 2008: Heiligenberg's Nice Blue Eyes (* 2004), Deutsche Reitpony Rappstute, Vater: Notre Beau, Muttervater: Principal Boy[34]
- 2009: Chapman 39 (* 2005), Deutscher Reitpony Wallach, Vater: FS Champion de Luxe, Muttervater: Wittinger
- 2010: Vodka Absolut (* 2006), dunkelbrauner Deutscher Reitpony Wallach, Vater: Vivaldi, Muttervater: Notre Beau[35]
- 2011: Valentino 299 (* 2007), Deutscher Reitpony Wallach, Vater: Vidlago, Muttervater: Champus[36]
- 2012: Lettenhof's Easy Finish (* 2008), Deutscher Reitpony Braunschimmel Wallach, Vater: Dörnberg's Erimon II, Muttervater: Renoir I[37]
- 2013: Bieni BO HE WE (* 2009), Deutsche Reitpony Rappstute, Vater: Hilkens Black Delight, Muttervater: Rocky Twist[38]
- 2014: Tanzbär T (* 2010), Deutscher Reitpony Fuchs Wallach, Vater: Timberland M, Muttervater: Golden Dancer[39]
- 2015: Tackmann's Baiser (* 2011), Deutsche Reitpony Isabell Stute, Vater: FS Golden Highlight, Muttervater: Barrichello[40]
- 2016: BKS Coolio WE (* 2012), Deutscher Reitpony Falbwallach, Vater: FS Champion de Luxe, Muttervater: Black Boy[41]
- 2017: Dancing Daylight 6 (* 2013), braune Deutsche Reitpony Stute, Vater: Dreidimensional AT, Muttervater: Dressmann I[42]
- 2018: Golden Princess NRW (* 2014), Deutsche Reitpony Falbstute, Vater: Golden Challenge, Muttervater: Dressmann[43]
- 2019: Die wahre Liebe 4 (* 2015), dunkelbraune Deutsche Reitpony Stute, Vater: Cosmopolitan D, Muttervater: Der feine Lord AT

Vierjährige Reitponys (Hengste)
- 2007: Der kleine Prints (* 2003), Deutscher Reitpony Falbhengst, Vater: Don Joshi AT, Muttervater: Diddi Keeps Cool[44]
- 2008: Noir de Luxe (* 2004), schwarzbrauner Deutscher Reitpony Hengst, Vater: Heidbergs Nancho Nova, Muttervater: Valido[45]
- 2009: Casino Royale K WE (* 2005), Deutscher Reitpony Isabell Hengst, Vater: FS Champion de Luxe, Muttervater: Top Nonstop[46]
- 2010: FS Daddy Cool (* 2006), Deutscher Reitpony Fuchshengst, Vater: FS Don’t Worry, Muttervater: FS Cocky Dundee[47]
- 2011: Dancing Dynamic (* 2007), Deutscher Reitpony Braunschimmel Hengst, Vater: FS Dior de Luxe, Muttervater: Varello[48]
- 2012: Dimension AT (* 2008), Deutscher Reitpony Fuchshengst, Vater: Donchester, Muttervater: Notre Beau[49]
- 2013: FS Numero Uno (* 2009), Deutscher Reitpony Fuchshengst, Vater: Noir de Luxe, Muttervater: FS Don’t Worry[50]
- 2014: Global Player AT (* 2010), Deutscher Reitpony Isabell Hengst, Vater: HET Golden Dream, Muttervater: Don Pepone A.T.[51]
- 2015: Golden West NRW (* 2011), Deutscher Reitpony Weißisabell Hengst, Vater: HET Golden Dream, Muttervater: FS Golden Moonlight[52]
- 2016: Clooney (* 2012), Deutscher Reitpony Falbhengst, Vater: NK Cyrill, Muttervater: Valido[53]
- 2017: Coer Noble (* 2013), Deutscher Reitpony Falbhengst, Vater: Caramel FH, Muttervater: Noir de Luxe[54]
- 2018: Cosmo Royale (* 2014), Deutscher Reitpony Dunkelfuchshengst, Vater: Cosmopolitan D, Muttervater: Casino Royale K[55]
- 2019: Cosmo callidus NRW (* 2015), brauner Deutscher Reitpony Hengst, Vater: Cosmopolitan D, Muttervater: Cyriac WE

Dreijährige Reitpferde (Stuten/Wallache)
- 2007: FS La Noir (* 2004), Rheinländer Rappstute, Vater: Lord Loxley, Muttervater: Lucito[56]
- 2008: Bacchus von Worrenberg (* 2005), Hannoveraner Fuchs Wallach, Vater: Belissimo M, Muttervater: Calypso II[57]
- 2009: Damon's Divene (* 2006, † 2011), Westfälische Fuchs Stute, Vater: Damon Hill NRW, Muttervater: Rubin-Royal; verstarb 2011 an den Folgen einer Verletzung[58][59]
- 2010: Doris Day 30 (* 2007), braune Hannoveraner Stute, Vater: Desperados FRH, Muttervater: Brentano II
- 2011: Cassiopaya 10 (* 2008), braune Rheinländer Stute, Vater: Cassini BoyJunior, Muttervater: Lanciano[60]
- 2012: Soiree d' Amour OLD (* 2009), Oldenburger Rappstute, Vater: San Amour, Muttervater: Latimer[61]
- 2013: Damon's Dream JHH (* 2010), Westfälischer Dunkelfuchs Wallach, Vater: Damon Hill NRW, Muttervater: Fürst Heinrich[62]
- 2014: Special Diva OLD (* 2011), Oldenburger Dunkelfuchs Stute, Vater: Sir Donnerhall I, Muttervater: Diamond Hit[63]
- 2015: Quizmaster 8 (* 2012), dunkelbrauner Hannoveraner Wallach, Vater: Quasar de Charry, Muttervater: Velten Third[64]
- 2016: Festina PS (* 2013), Oldenburger Rappstute, Vater: Fürstenball, Muttervater: Festrausch[65]
- 2017: Eternity (* 2014), brauner Westfälischer Wallach, Vater: Escolar, Muttervater: Sir Donnerhall I[66]
- 2018: Feingefühl (* 2015), dunkelbraune Hannoveraner Stute, Vater: Fürstenball, Muttervater: Farewell III[67]
- 2019: Escorial Q (* 2016), Westfälischer Fuchs Wallach, Vater: Escolar, Muttervater: Flanagan

Dreijährige Reitpferde (Hengste)
- 2007: Benetton (* 2004), dunkelbrauner Hannoveraner Hengst, Vater: Brentano II, Muttervater: Rotspon
- 2008: Lissaro van de Helle (* 2005), brauner Hannoveraner Hengst, Vater: Lissabon, Muttervater: Matcho AA[68]
- 2009: Dark Knight (* 2006), Hannoveraner Rapphengst, Vater: Don Crusador, Muttervater: Cheenook[69]
- 2010: San Doncisco OLD (* 2007), dunkelbrauner Oldenburger Hengst, Vater: Sandro Hit, Muttervater: Donnerhall
- 2011: Lemony's Nicket (* 2008), dunkelbrauner Hannoveraner Hengst, Vater: Londonderry, Muttervater: Weltmeyer[70]
- 2012: Escolar (* 2009), brauner Westfälischer Hengst, Vater: Estobar NRW, Muttervater: Fürst Piccolo[71]
- 2013: Fürst Fohlenhof (* 2010), Rheinländer Fuchshengst, Vater: Fidertanz, Muttervater: Mephistopheles[72]
- 2014: Baccardi 36 (* 2011), brauner Westfälischer Hengst, Vater: Belissimo M, Muttervater: De Niro[73]
- 2015: Fürst William OLD (* 2012), brauner Oldenburger Wallach, Vater: Fürst Wilhelm, Muttervater: Lord Sinclair I[74]
- 2016: Destacado FRH (* 2013), Hannoveraner Fuchshengst, Vater: Desperados FRH, Muttervater: Londonderry[75]
- 2017: Finest Selection OLD (* 2014), schwarzbrauner Oldenburger Hengst, Vater: Follow me, Muttervater: Lauries Crusador xx[76]
- 2018: So Unique 2 (* 2015), Rheinländer Dunkelfuchshengst, Vater: Sezuan, Muttervater: Donnerhall[77]
- 2019: Damaschino 3 (* 2016), Hannoveraner Dunkelfuchshengst, Vater: Danone I, Muttervater: Fidertanz

Vierjährige Reitpferde (Stuten/Wallache)
- 2007: Silberaster OLD (* 2003), schwarzbraune Oldenburger Stute, Vater: Sandro HIt, Muttervater Canaster I
- 2008: Santorini OLD (* 2004), brauner Oldenburger Wallach, Vater: Stedinger, Muttervater: Donnerschwee
- 2009: Preziosa 12 (* 2005), braune Bayerische Warmblut-Stute, Vater: Belissimo M, Muttervater: Piaster[78]
- 2010: Damon's Divene(* 2006, † 2011), Westfälische Fuchsstute, Vater: Damon Hill NRW, Muttervater: Rubin-Royal; verstarb 2011 an den Folgen einer Verletzung[79]
- 2011: Sungai (* 2007), dunkelbrauner Westfälischer Wallach, Vater: Sorento, Muttervater: Londonderry[80]
- 2012: Damon's Satelite NRW (* 2008), Westfälischer Fuchswallach, Vater: Damon Hill NRW, Muttervater: Rubin-Royal; Vollbruder der verstorbenen Damon's Divene (Bundeschampionesse 2009 und 2010)[81]
- 2013: Cindy OLD (* 2009), braune Oldenburger Stute, Vater: Sir Donnerhall I, Muttervater: Fürst Heinrich[82]
- 2014: Zikade 5 (* 2010), dunkelbraune Trakehner Stute, Vater: Singolo M, Muttervater: Tambour[83]
- 2015: Victoria's Secret 4 (* 2011), Rheinländer Dunkelfuchsstute, Vater: Vitalis, Muttervater: Fidermark[84]
- 2016: Sisters Act OLD vom Rosencarree (* 2012), dunkelbraune Oldenburger Stute, Vater: Sandro Hit, Muttervater: Royal Diamond[85]
- 2017: Candy OLD (* 2013), dunkelbraune Oldenburger Stute, Vater: Sir Donnerhall I, Muttervater: Fürst Heinrich[86]
- 2018: Aufgrund eines Richterwechsels gibt es im Jahr 2018 zwei Bundeschampions: Bitcoin OLD (* 2014), Oldenburger Dunkelfuchs Wallach, Vater: Bordeaux, Muttervater: Rubinstein I[87] und Caty OLD (* 2014), Oldenburger Fuchsstute, Vater: Sir Donnerhall I, Muttervater: Fürst Heinrich[88]
- 2019: Saniola (* 2015), Hannoveraner Rappstute, Vater: San Armour, Muttervater: Fürst Romancier

Vierjährige Reitpferde (Hengste)
- 2007: Birkhofs Denarion (* 2003), Bayerischer Warmblut Schimmelhengst, Vater: Denaro, Muttervater: Fair Play
- 2008: Laetare 9 (* 2004), brauner Rheinländer Hengst, Vater: Lord Loxley, Muttervater: Lancer II
- 2009: Lissaro van de Helle (* 2005), brauner Hannoveraner Hengst, Vater: Lissabon, Muttervater: Matcho AA
- 2010: Fürst Fugger (* 2006), schwarzbrauner Oldenburger Hengst, Vater: Fürst Heinrich, Muttervater: Weltmeyer[89]
- 2011: Helenenhof's Catoo (* 2007), dunkelbrauner Holsteiner Hengst, Vater: Con Air, Muttervater: Caletto[90]
- 2012: Franziskus 15 (* 2008), dunkelbrauner Hannoveraner Hengst, Vater: Fidertanz, Muttervater: Alabaster[91]
- 2013: Escolar (* 2009), brauner Westfälischer Hengst, Vater: Estobar NRW, Muttervater: Fürst Piccolo[92]
- 2014: Equitaris (* 2010), brauner Westfälischer Hengst, Vater: Estobar NRW, Muttervater: Rubiloh[93]
- 2015: Fürsten-Look (* 2011), Hannoveraner Rapphengst, Vater: Fürstenball, Muttervater: Londonderry[94]
- 2016: Don Martillo (* 2012), Hannoveraner Rapphengst, Vater: Don Juan de Hus, Muttervater: Benetton Dream FRH[95]
- 2017: Devonport 3 (* 2013), Hannoveraner Rapphengst, Vater: Dancier, Muttervater: Ravallo[96]
- 2018: Dante Quando OLD (* 2014), schwarzbrauner Oldenburger Hengst, Vater: Dante Weltino, Muttervater: Fidertanz[97]
- 2019: Destello OLD (* 2015), Oldenburger Dunkelfuchshengst, Vater: Dimaggio, Muttervater: Fürst Fugger

## Bundeschampions Dressurpferde/-ponys
Fünfjährige Dressurponys
- 2007: Nip Tuck (* 2002), Deutsche Reitpony Schimmelstute, Vater: Nantano, Muttervater: Marsvogel xx
- 2008: Ghost 41 (* 2003), dunkelbrauner Deutscher Reitpony-Hengst, Vater: Going Top, Muttervater: Dublin
- 2009: Dance Star AT (* 2004), brauner Deutscher Reitpony-Hengst, Vater: Dressman I, Muttervater: Folklore
- 2010: Coppa Cabana 4 (* 2005), Deutsche Reitpony Dunkelfuchsstute, Vater: Charivari, Muttervater: Sandro Hit
- 2011: Mad Max WE (* 2006), Deutscher Reitpony Dunkelfuchswallach, Vater: The Braes My Mobility, Muttervater: Sandro Hit
- 2012: Da Vinci HS (* 2007), Deutscher Reitpony-Fuchshengst, Vater: Double-Inn, Muttervater: Gregory
- 2013: Dimension AT (* 2008), Deutscher Reitpony-Fuchshengst, Vater: Donchester, Muttervater: Notre Beau
- 2014: Dreidimensional AT (* 2009), Deutscher Reitpony-Dunkelfuchshengst, Vater: Dance Star AT, Muttervater: Dreamdancer
- 2015: D-Day AT (* 2010), brauner Deutscher Reitpony-Hengst, Vater: Dance Star AT, Muttervater: Notre Beau
- 2016: Daily Pleasure WE (* 2011), Deutscher Reitpony Fuchshengst, Vater: HB Daylight, Muttervater: Dressman I
- 2017: Clooney 103 (* 2012), Deutscher Reitpony-Falbhengst, Vater: NK Cyrill, Muttervater: Valido
- 2018: Dark Delight B (* 2013), brauner Deutscher Reitpony-Hengst, Vater: Helios B, Muttervater: Golden Dancer
- 2019: Cosmo Royale (* 2014), Deutscher Reitpony Dunkelfuchshengst, Vater: Cosmopolitan D, Muttervater: Casino Royale K

Sechsjährige Dressurponys
- 2007: Doubtless (* 2001), Deutscher Reitpony Schimmelhengst, Vater: FS Don’t Worry, Muttervater: Niklas I
- 2008: Carrie WE (* 2002), Deutsche Reitponystute, Vater: Constantin, Muttervater: Granulit
- 2009: Classic Dancer I (* 2003), Deutscher Reitpony-Falbhengst, Vater: FS Champion de Luxe, Muttervater: Golden Dancer
- 2010: Die kleine Liebe (* 2004), braune Deutsche Reitpony-Stute, Vater: Der feine Lord AT, Muttervater: Nobel
- 2011: ZINQ Massimiliano FH (* 2005), Deutscher Reitpony-Falbwallach, Vater: Monsun N, Muttervater: Cap Cennedy
- 2012: DSP De Long (* 2006), dunkelbrauner Deutscher Reitponyhengst, Vater: HB Daylight, Muttervater: Brillant
- 2013: Da Vinci HS (* 2007), Deutscher Reitpony Fuchshengst, Vater: Double-Inn, Muttervater: Gregory
- 2014: Der kleine König 3 (* 2008), Deutscher Reitpony Fuchswallach, Vater: Dornik's Donovan, Muttervater: FS Don’t Worry
- 2015: Timberlake SH (* 2009), Deutscher Reitpony Fuchswallach, Vater: Timberland, Muttervater: Top Karetino
- 2016: Daddy Moon (* 2010), Deutscher Reitpony Isabellwallach, Vater: FS Daddy Cool, Muttervater: Capri Moon
- 2017: Daily Pleasure WE (* 2011), Deutscher Reitpony-Fuchshengst, Vater: HB Daylight, Muttervater: Dressman I
- 2018: Diamond Touch 2 (* 2012), Deutscher Reitpony-Isabellwallach, Vater: Golden Dime, Muttervater: FS Golden Moonlight
- 2019: Double Diamond AK (* 2013), Deutscher Reitpony Fuchshengst, Vater: Dreidimensional AT, Muttervater: FS Don’t Worry

Fünfjährige Dressurpferde
- 2007: Fürst Khevenhüller (* 2002), Rheinländer Dunkelfuchshengst, Vater: Florestan I, Muttervater: Rohdiamant
- 2008: Imperio 3 (* 2003), brauner Trakehner Hengst, Vater: Connery, Muttervater: Balfour xx
- 2009: Blickpunkt 3 (* 2004), Westfälischer Fuchswallach, Vater: Belissimo M, Muttervater: Weltmeyer
- 2010: Lissaro van de Helle (* 2005), brauner Hannoveraner Hengst, Vater: Lissabon, Muttervater: Matcho AA
- 2011: Fürstenball OLD (* 2006), Oldenburger Rapphengst, Vater: Fürst Heinrich, Muttervater: Donnerhall
- 2012: Damon's Delorange (* 2007), Westfälische Dunkelfuchs-Stute, Vater: Damon Hill, Muttervater: Rubin-Royal
- 2013: QC Flamboyant (* 2008), Oldenburger Rapphengst, Vater: Fidertanz, Muttervater: De Niro
- 2014: DSP Belantis (* 2009), Deutscher Sportpferde Schimmelhengst, Vater: Benetton Dream, Muttervater: Expo'se
- 2015: Smirnoff 5 (* 2010), brauner Hannoveraner Hengst, Vater: Sir Donnerhall I, Muttervater: Florencio I
- 2016: Lordswood Dancing Diamond (* 2011), Hannoveraner Rappwallach, Vater: Dancier, Muttervater: Wolkenstein II
- 2017: DSP Dominy (* 2012), Bayerischer Dunkelfuchshengst, Vater: Diamond Hit, Muttervater: Pour Plaisir
- 2018: Zucchero OLD (* 2013), schwarzbrauner Oldenburger Hengst, Vater: Zonik, Muttervater: Prince Thatch xx
- 2019: Valverde 5 (* 2014), brauner Westfälischer Hengst, Vater: Vitalis, Muttervater: Ampere

Sechsjährige Dressurpferde
- 2007: Samira 181 (* 2001), schwarzbraune Rheinländer Stute, Vater: Sandro Hit, Muttervater: Rockwell
- 2008: Waioni (* 2002), Hannoveraner Fuchsstute, Vater: Waikiki I, Muttervater: Fabriano
- 2009: Birkhofs Denario (* 2003), Bayerischer Rappschimmelhengst, Vater: Denaro, Muttervater: Fair Play
- 2010: Blickpunkt 3 (* 2004), Westfälischer Fuchswallach, Vater: Belissimo M; Muttervater: Weltmeyer
- 2011: Callaho's Benicio (* 2005), Hannoveraner Dunkelfuchshengst, Vater: Belissimo M, Muttervater: Velten Third
- 2012: Fürst Fugger (* 2006), schwarzbrauner Oldenburger Hengst, Vater: Fürst Heinrich, Muttervater: Weltmeyer
- 2013: Lord Carnaby (* 2007), Rheinländer Fuchshengst, Vater: Lord Loxley I, Muttervater: Rocket Star
- 2014: Sir Heinrich OLD (* 2008), Oldenburger Fuchshengst, Vater: Sir Donnerhall I, Muttervater: Fürst Heinrich
- 2015: Fasine (* 2009), dunkelbraune Oldenburger Stute, Vater: Fürst Romancier, Muttervater: Sir Donnerhall I
- 2016: Deluxe 23 (* 2010), schwarzbraune Rheinländer Stute, Vater: Don Primus, Muttervater: Wolkentanz II
- 2017: Fior 2 (* 2011), schwarzbrauner Oldenburger Hengst, Vater: Fürstenball, Muttervater: Sandro Hit
- 2018: Revenant (* 2012), dunkelbrauner Westfälischer Hengst, Vater: Rock Forever I, Muttervater: Sir Donnerhall I
- 2019: Zum Glück OLD (* 2013), brauner Oldenburger Hengst, Vater: Zonik, Muttervater: Florestan I

## Bundeschampions Springpferde/-ponys
Fünfjährige Springponys
- 2007: Campino WE (* 2002), schwarzbrauner Deutscher Reitpony-Hengst, Vater: Constantin, Muttervater: Grannox
- 2008: FS Companiero (* 2003), brauner Deutscher Reitpony-Wallach, Vater: FS Champion de Luxe, Muttervater: FS Pavarotti
- 2009: Haribo 40 (* 2004), Deutscher Reitpony-Dunkelfuchshengst, Vater: Halifax, Muttervater: Condor II
- 2010: Toffyfee 2 (* 2005), Deutscher Reitpony-Fuchswallach, Vater: Top Karetino, Muttervater: Bavarottie
- 2011: Crack-P WE (* 2006), Deutscher Reitpony-Schimmelhengst, Vater: Charivari, Muttervater: Gracieux
- 2012: Nuno 6 (* 2007), Deutscher Reitpony-Rapphengst, Vater: Nabucco R, Muttervater: Van Gogh R
- 2013: Magic Cornflakes (* 2008), brauner Deutscher Reitpony-Hengst, Vater: Miraculix, Muttervater: Nibelungenheld
- 2014: High Noon 48 (* 2009), brauner Deutscher Reitpony-Hengst, Vater: Halifax, Muttervater: Chico
- 2015: Cha Cha 10 (* 2010), Deutsche Reitpony-Fuchsstute, Vater: Campino, Muttervater: Losander
- 2016: Top My Girl (* 2011), Deutsche Reitpony-Schimmelstute, Vater: Top Montreal, Muttervater: Cornet Obolensky
- 2017: Da Capo 226 (* 2012), brauner Deutscher Reitpony-Wallach, Vater: Duncan, Muttervater: Coosheen Finnegan
- 2018: Hankifax H (* 2013), Deutsche Reitpony Dunkelfuchsstute, Vater: Halifax, Muttervater: Lordanos
- 2019: Mescal 15 (* 2014), Deutscher Reitpony-Amber-Champagner-Hengst, Vater: Machno Carwyn, Muttervater: Mangold
- 2020: Little Star 28 (* 2015), Deutscher Reitpony-Falbhengst, Vater: A new Star, Muttervater: FS Champion de Luxe
- 2021: Vin-Lee (* 2016), schwarzbrauner Deutscher Reitpony Wallach, Vater: Vedet van de Vondelhoeve, Muttervater: Valido's Boy

Sechsjährige Springponys
- 2007: Handsome Boy WE (* 2001), brauner Deutscher Reitpony-Wallach, Vater: Hasko, Muttervater: Nevado
- 2008: Campino WE (* 2002), schwarzbrauner Deutscher Reitpony-Hengst, Vater: Constantin, Muttervater: Grannox
- 2009: FS Companiero (* 2003), brauner Deutscher Reitpony-Wallach, Vater: FS Champion de Luxe, Muttervater: FS Pavarotti
- 2010: Mirrio H (* 2004), brauner Deutscher Reitpony-Wallach, Vater: Mentos, Muttervater: Poseidon
- 2011: Pico 212 (* 2005), brauner Deutscher Reitpony-Wallach, Vater: Principal Boy, Muttervater: Night-Star I
- 2012: Just Forever WE (* 2006), Deutscher Reitpony-Schimmelwallach, Vater: Just do it, Muttervater: Feuerdorn
- 2013: Nuno 6 (* 2007), Deutscher Reitpony-Rapphengst, Vater: Nabucco R, Muttervater: Van Gogh R
- 2014: Magic Cornflakes (* 2008), brauner Deutscher Reitpony-Hengst, Vater: Miraculix, Muttervater: Nibelungenheld
- 2015: High Noon 48 (* 2009), brauner Deutscher Reitpony-Hengst, Vater: Halifax, Muttervater: Chico
- 2016: Cha Cha 10 (* 2010), Deutsche Reitpony-Fuchsstute, Vater: Campino, Muttervater: Losander
- 2017: Top Medusa (* 2011), Deutsche Reitpony-Schimmelstute, Vater: Top Montreal, Muttervater: Cornet Obolensky
- 2018: Miss Mc Fly D (* 2012), Deutsche Reitpony-Rappstute, Vater: Mc Fly High, Muttervater: Leuns Veld's Lord
- 2019: Chicke Deern (* 2013), Deutsche Reitpony-Fuchsstute, Vater: Top Christobell, Muttervater: Nantano
- 2020: Mescal 15 (* 2014), Deutscher Reitpony-Amber-Champagner-Hengst, Vater: Machno Carwyn, Muttervater: Mangold

Fünfjährige Springpferde
- 2007: Monte Bellini (* 2002), brauner Westfälischer Hengst, Vater: Montender, Muttervater: Ramiro
- 2008: Cornet's Stern (* 2003), Westfälischer Schimmelhengst, Vater: Cornet Obolensky, Muttervater: Pilot
- 2009: Quaid 2 (* 2004), brauner Hannoveraner Hengst, Vater: Quidam's Rubin, Muttervater: Voltaire
- 2010: Con Chello (* 2005), Bayerischer Hengst, Vater: Chello I, Muttervater: Come On
- 2011: Cornet's Balou (* 2006), brauner Oldenburger Springpferde-Hengst, Vater: Cornet Obolensky, Muttervater: Continue
- 2012: Captain Sparrow 5 (* 2007), dunkelbrauner Holsteiner Hengst, Vater: Cormint I, Muttervater: Barnaul xx
- 2013: Sandokan 290 (* 2008), Hannoveraner Rapphengst, Vater: Stakkato, Muttervater: Landor S
- 2014: Caroly (* 2009), Oldenburger Schimmelhengst, Vater: Calido I, Muttervater: Contendro I
- 2015: Caressini 2 (* 2010), Westfälischer Schimmelhengst, Vater: Carento, Muttervater: Cassini I
- 2016: Lissino (* 2011), schwarzbrauner Holsteiner Hengst, Vater: Limbus, Muttervater: Cassini I
- 2017: Diaron 2 (* 2012), Oldenburger Schimmelhengst, Vater: Diarado, Muttervater: Come On
- 2018: Chao Lee (* 2013), dunkelbraune Rheinländer Stute, Vater: Comme il faut, Muttervater: Chacco-Blue
- 2019: Charisma HS (* 2014), Holsteiner Fuchsstute, Vater: Uriko (Clooney NLD), Muttervater: Cassito
- 2020: Charly 1701 (* 2015), brauner Oldenburger Springpferde Wallach, Vater: Chaman, Muttervater: Stakkato

Sechsjährige Springpferde
- 2007: Chessman (* 2001), schwarzbrauner Holsteiner Wallach, Vater: Carry, Muttervater: Alcatraz
- 2008: Monte Bellini (* 2002), brauner Westfälischer Hengst, Vater: Montender, Muttervater: Ramiro
- 2009: Con Air 19 (* 2003), dunkelbrauner Oldenburger Hengst, Vater: Contendro I, Muttervater: Lancer III
- 2010: Balsandra (* 2004), braune Oldenburger Springpferde-Stute, Vater: Baloubet du Rouet, Muttervater: Sandro
- 2011: Toulouse 66 (* 2005), braune Oldenburger Springpferde-Stute, Vater: Toulon, Muttervater: Ganymed I
- 2012: Crespo PKZ (* 2006), Westfälischer Schimmelhengst, Vater: Cornet Obolensky, Muttervater: Landadel
- 2013: Qinghai (* 2007), Oldenburger Springpferde-Fuchshengst, Vater: Quidam de Revel, Muttervater: Cordalme Z
- 2014: Coco Berlini (* 2008), schwarzbraune Westfälische Stute, Vater: Caspar M, Muttervater: Quidam de Revel
- 2015: Cooper 149 (* 2009), dunkelbraune Westfälische Stute, Vater: Cornado I, Muttervater: Cordobes I
- 2016: Quin 13 (* 2010), Holsteiner Schimmelhengst, Vater: Verdi, Muttervater: Corrado I
- 2017: Cocominka EST (* 2011), braune Rheinländer Stute, Vater: Cassini Boy Junior, Muttervater: Sandro Boy Junior
- 2018: Diaron 2 (* 2012), Oldenburger Schimmelhengst; Vater: Diarado, Muttervater: Come On
- 2019: Catch me 67 (* 2013), Deutscher Sportpferde-Schimmelwallach, Vater: Cellestial, Muttervater: Balou du Rouet
- 2020: Lyjanair (* 2014), brauner Holsteiner Wallach, Vater: Lyjanero, Muttervater: Coriano

## Bundeschampions Vielseitigkeitspferde/-ponys
Vielseitigkeitsponys (Fünf- und Sechsjährige ohne Trennung nach Alter)
- 2007: Rhapsodie 187 (* 2001), Deutsche Reitpony Schimmelstute, Vater: King Bjuti, Muttervater: Nuts
- 2008: Defilee de mode (* 2002), dunkelbraune Deutsche Reitpony Stute, Vater: Danny Gold, Muttervater: Nightfever
- 2009: Take your time Fatima (* 2003), Deutsche Reitpony Fuchsstute, Vater: Timberland, Muttervater: Mac Benedict
- 2010:  Mr. Harvey (* 2004), Deutscher Reitpony Fuchswallach, Vater: Mr. Hale Bob, Muttervater: Top Nonstop

Fünfjährige Vielseitigkeitspferde
- 2007: Lilli Pop K (* 2002), dunkelbrauner Hannoveraner Stute, Vater: Le Primeur, Muttervater: Natiello xx
- 2008: FRH Butts Avedon (* 2003), Hannoveraner Rapphengst, Vater: Heraldik xx, Muttervater: Kronenkranich xx
- 2009: Composer (* 2004), schwarzbrauner Holsteiner Wallach, Vater: Conello, Muttervater: Lancetto
- 2010: Royal Sun 7 (* 2005), dunkelbrauner Rheinländer Wallach, Vater: Rocket Star, Muttervater: Espri

Sechsjährige Vielseitigkeitspferde
- 2007: Edino 15 (* 2001), dunkelbrauner Holsteiner Wallach, Vater: Esteban xx, Muttervater: Loutano
- 2008: Saaten-Unions le Carre (* 2002), Oldenburger Fuchswallach, Vater: Landor S, Muttervater: Raphael
- 2009: Herzog 65 (* 2003), dunkelbrauner Trakehner Hengst, Vater: Tambour, Muttervater: Inkognito
- 2010: Songline 2 (* 2004), dunkelbrauner Trakehner Wallach, Vater: Summertime, Muttervater: Exclusiv

## Bundeschampions Fahrpferde
Vier- und Fünfjährige Fahrpferde
- 2007: De Libris (* 2002), brauner Oldenburger Hengst, Vater: De Niro, Muttervater: Ex Libris
- 2008: Flashdance K (* 2003), Rheinländer Fuchsstute, Vater: Fidermark I, Muttervater: Dream of Glory
- 2009: FST Arielle 329 (* 2005), schwarzbraune Deutsche Sportpferde Stute, Vater: Lord Goldfever AK, Muttervater: Grosso Z
- 2010: Sir Lausitz (* 2006), dunkelbrauner Deutscher Sportpferde hengst, Vater:Samba Ole, Muttervater: Donnerschwee